# Dmitri Foermanov

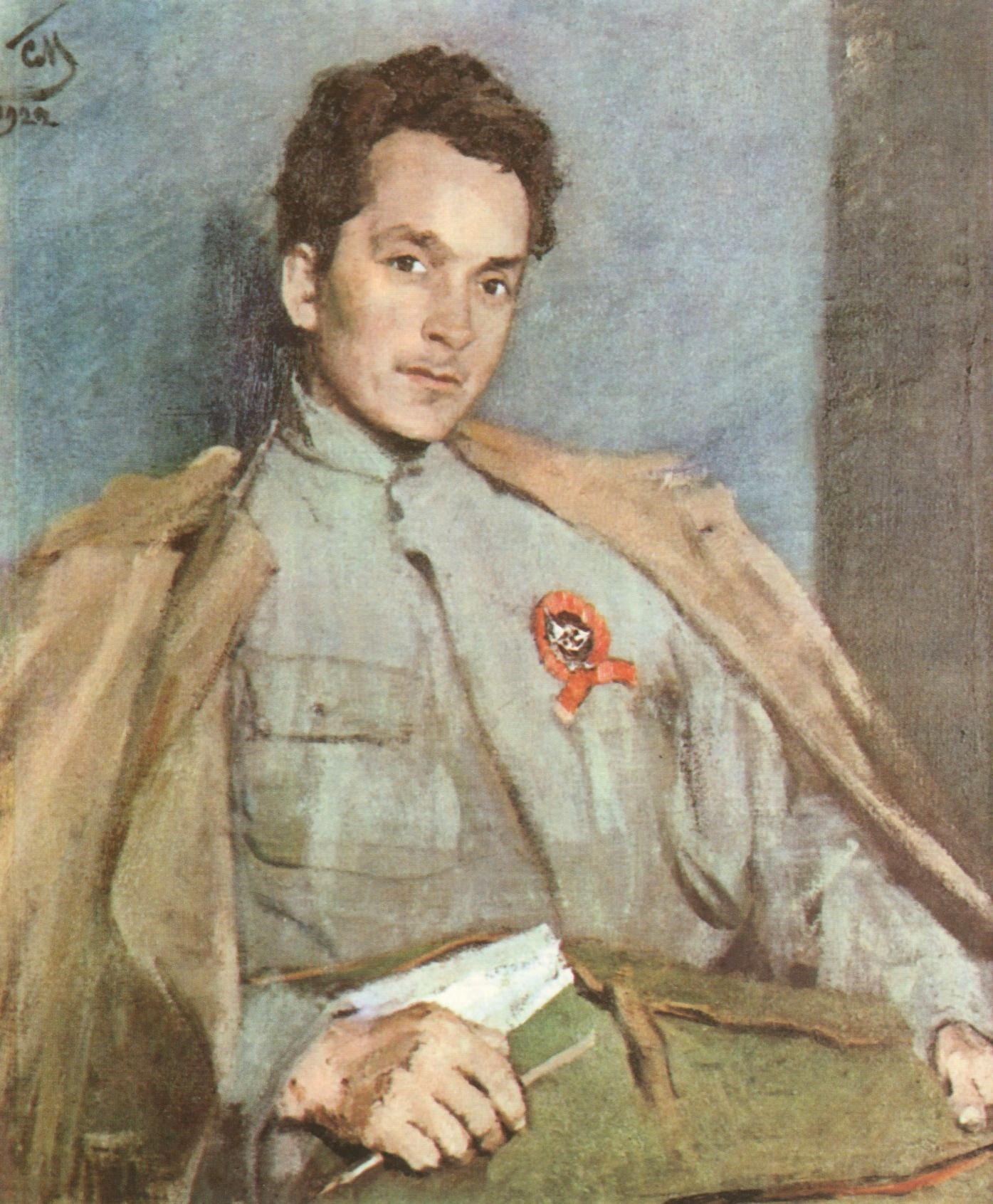
Dmitri Foermanov, portret door Sergej Maljoetin (1922)

Dmitri Andrejevitsj Foermanov (Russisch: Дмитрий Андреевич Фурманов) (Sereda (nu Foermanov), 7 november 1891 – Moskou, 15 maart 1926) was een Sovjet-Russisch militair en schrijver.  

## Leven en werk
Foermanov was van Joodse herkomst. Hij studeerde rechten in Moskou, om later over te stappen naar historische filologie. In 1914, na het uitbreken van de Eerste Wereldoorlog, meldde hij zich als vrijwilliger bij het Rode Kruis, waar hij zijn toekomstige vrouw Anna Steschenko leerde kennen. Na de Russische Revolutie sloot hij zich aan bij de bolsjewieken en werd partijsecretaris te Ivanovo. Tijdens de Russische Burgeroorlog vocht hij aan de zijde van de legendarische Vasili Tsjapajev tegen de Witten.
Foermanov publiceerde reeds in 1912 zijn eerste gedichten. Vanaf 1920 publiceerde hij ook geregeld verhalen, romans en toneelstukken. In 1925 publiceert hij zijn bekendste roman  Tsjapajev, een ‘factografische’ roman in de vorm van een documentaire. In deze roman vertelt Foermanov zakelijk over zijn eigen belevenissen als politiek commissaris in de divisie van Tsjapajev. Foermanov maakt van de ongedisciplineerde en zich weinig om ideologie bekommerende Tsjapajev een typisch Russische held, waarbij hij alles bekijkt door een communistische bril. Tsjapajev wordt verheerlijkt als het prototype van de nieuwe mens en werd in Sovjet-Rusland uitgeroepen tot een standaardwerk, later ook verfilmd.
Foermanov werd medio jaren twintig een van de belangrijkste voormannen van de rechtlijnige Sovjet-schrijversbeweging RAPP. Hij stierf in 1926 plotseling aan een hersenvliesontsteking.